# Podocarpus transiens
Podocarpus transiens är en barrträdart som först beskrevs av Pilg., och fick sitt nu gällande namn av De Laub. och John Silba. Podocarpus transiens ingår i släktet Podocarpus och familjen Podocarpaceae. IUCN kategoriserar arten globalt som otillräckligt studerad. Inga underarter finns listade i Catalogue of Life.